# Ministri presidenti della Regione di Bruxelles-Capitale
Il Ministro presidente della Regione di Bruxelles-Capitale (in francese: Ministre-président de la région de Bruxelles-Capitale, in olandese: Minister-president van het Brussels Hoofdstedelijk Gewest) è il capo del governo della Regione di Bruxelles-Capitale, la cui carica esiste dal 1989.
Il ministro presidente è designato dal governo regionale al suo interno, secondo la regola del consenso. 
L'elezione è ratificata dal re dei belgi.
Il predecessore di questa posizione fu il presidente del Collegio dell'Agglomerazione di Bruxelles, esistito dal 1971 al 1989. Questa funzione fu esercitata da André Lagasse durante quel periodo.
Di seguito è riportato un elenco dei presidenti del governo di Bruxelles-Capitale:

## Elenco
| Immagine | Ministro presidente (Nascita-Morte) | Partito | Mandato                           |
| -------- | ----------------------------------- | ------- | --------------------------------- |
|          | Charles Picqué (1948)               | PS      | 12 luglio 1989 - 15 luglio 1999   |
|          | Jacques Simonet (1963-2007)         | PRL     | 15 luglio 1999 - 18 ottobre 2000  |
|          | François-Xavier de Donnea (1941)    | PRL     | 18 ottobre 2000 - 6 giugno 2003   |
|          | Daniel Ducarme (1954-2010)          | PRL     | 6 giugno 2003 - 18 febbraio 2004  |
|          | Jacques Simonet (1963-2007)         | PRL     | 18 febbraio 2004 - 13 luglio 2004 |
|          | Charles Picqué (1948)               | PS      | 13 luglio 2004 - 7 maggio 2013    |
|          | Rudi Vervoort (1958)                | PS      | 7 maggio 2013 - in carica         |